# Troels Lund Poulsen
Troels Lund Poulsen (født 30. marts 1976) er en dansk politiker, minister og mangeårigt folketingsmedlem, der siden 18. november 2023 er
formand for Venstre.
Troels Lund Poulsen har siden 15. december 2022 været minister i Regeringen Mette Frederiksen II, først som økonomiminister og fra 22. august 2023 forsvarsminister. Fra den 6. februar 2023 overtog han posten som fungerende forsvarsminister, efter Jakob Ellemann-Jensen midlertidigt trak sig fra posten på grund af sygdom; en post han overtog permanent, den 22. august 2023, da han byttede ministerium med Ellemann-Jensen. Han har også tidligere beklædt andre ministerposter. Efter Ellemann-Jensen forlod dansk politik d. 23. oktober 2023 blev han udnævnt til “indtil videre” at varetage posten som vicestatsminister, økonomiminister og forsvarsminister.

## Baggrund
Troels Lund Poulsen er født den 30. marts 1976 som søn af folkeskolelærer Aage Poulsen og privat ansat Lise Poulsen. Han voksede op i Lindved[kilde mangler] og gik på Lindved Skole fra 1982 til 1992 og blev sidenhen student fra Tørring Amtsgymnasium fra 1992 til 1995.
Poulsen påbegyndte historie-studiet på Københavns Universitet i 1996 og var indskrevet frem til 2001, hvor han blev valgt ind i Folketinget, hvormed han tog orlov fra studiet.

## Politisk karriere
- Medlem af Venstres Ungdom (1992)
- Formand for VU i Tørring-Uldum (1993-94)
- Politisk Sekretær på Christiansborg (1995-97)
- Landsformand for Venstres Ungdom (1997-99)

Troels Lund Poulsen blev første gang valgt til Folketinget i november 2001 for Juelsmindekredsen (nu Hedenstedkredsen) og genvalgt den 8. februar 2005.
- Udenrigspolitisk ordfører (2001-06)
- Ligestillingsordfører (2001-06)

I september 2006 overtog Troels Lund Poulsen posten som Venstres politiske ordfører. I forbindelse med valget blev han også valgt til Venstres gruppebestyrelse og til Nationalbankens repræsentantskab. Senere blev han også valgt til Nationalbankens bestyrelse.
Troels Lund Poulsen er herudover medlem af Folketingets Finansudvalg, Politisk-Økonomisk udvalg, Udenrigspolitisk Nævn og Udvalget for forretningsordenen.
I 2006 blev Troels Lund Poulsen valgt til Venstres hovedbestyrelse, hvor han var medlem fra 1997 til 2002.
23. november 2007 blev han udnævnt til miljøminister i Anders Fogh Rasmussens 3. regering.
Som miljøminister tog Troels Lund Poulsen den kontroversielle beslutning om at forsøge at tjene penge på import af giftigt affald HCB, hexachlorbenzen fra Australien. Det var Troels Lund Poulsen, som godkendte det oprindelige aftalegrundlag, som Karen Ellemann arvede og med ringe succes videreførte. Troels Lund Poulsen modtog et dyrt Rolex-ur af en sheik under en arbejdsrejse i Qatar, hvilket udløste beskyldninger om overtrædelse af reglerne for modtagelse af gaver. Uret blev, sammen med et mindre værdifuldt Hamilton-ur han havde modtaget af kong Abdullah, deponeret i et pengeskab i Skatteministeriet efter Folketingets Ombudsmand gik ind i sagen.
23. februar 2010 blev han udnævnt som skatteminister, mens Karen Ellemann overtog Miljøministeriet.
Troels Lund Poulsen blev udnævnt til undervisningsminister tirsdag den 8. marts 2011 efter Tina Nedergaards opsigelse samme dag.
Den 28. juni 2015 blev han udnævnt til erhvervs- og vækstminister i regeringen Lars Løkke Rasmussen II. Ved regeringsomdannelsen 28. november 2016 blev han flyttet herfra til posten som beskæftigelsesminister.

## Kommissionsundersøgelse af indblanding i Stephen Kinnocks skattesag
Den 2. december 2011 blev det besluttet at nedsætte Skattesagskommissionen, en undersøgelseskommission for at undersøge bl.a. Skatteministeriets rolle i behandlingen af Stephen Kinnocks skatteforhold, også kendt som Helle Thorning-Schmidts skattesag. Sagen drejede sig om Kinnocks skattepligt i Danmark eller Schweiz, og om han skulle have gjort sig skyldig i skatteunddragelse. Det blev senere afvist af Skat København. Stephen Kinnock er gift med Helle Thorning-Schmidt, daværende statsministerkandidat for Socialdemokratiet. Sagen fik betydelig pressedækning i sommeren 2010 og igen op til folketingsvalget september 2011. Kommissionen skal blandt andet undersøge om Troels Lund Poulsen (daværende skatteminister) eller hans særlige rådgiver Peter Arnfeldt skulle have forsøgt at påvirke afgørelsen eller have lækket følsomme personoplysninger  Peter Arnfelt er blevet politianmeldt af Skatteministeriet på baggrund af disse mistanker, efter at Ekstra Bladet har angivet at han skulle have forsøgt at overlevere disse oplysninger til avisens journalister. Troels Lund Poulsen havde orlov fra sit arbejde i Folketinget under nedsættelsen af undersøgelseskommission.

## Erhverv
Erhvervsmæssigt var Troels Lund Poulsen assistent for Venstres pressechef, Michael Kristiansen, og fra 1998 til 2001 pressekoordinator i Ørestadsselskabet.

## Forfatterskab
- Medforfatter til debatbogen Tid til forandring, 2001.
- Medforfatter til debatbogen Den forandrede verden, 2002.
- Har bidraget til artikelsamlingen Atlantiske afstande, 2004.